# أماندا لين
أماندا لين هي عارضة كندية، ولدت في 12 فبراير 1992 في أوريليا في كندا.

## روابط خارجية
- أماندا لين على موقع دليل عارضات الأزياء (الإنجليزية)